# Asarcornis
Asarcornis é um gênero de Patos da família Anatidae.
Previamente uma espécie deste gênero era inserida dentro do gênero Cairina e, atualmente é classificada como Asarcornis scutulata.
Denominado como pato-de-asas-brancas ou pato da floresta, em inglês "White-winged Duck" e em espanhol "pato de la jungla" e "pato de alas blancas" é um pato de grande tamanho que habita o sudoeste da Ásia (Bangladesh, Índia, Indonésia, Sumatra e Indochina).

## Sinonímia
Cairina scutulata = Asarcornis scutulata

## Fotos

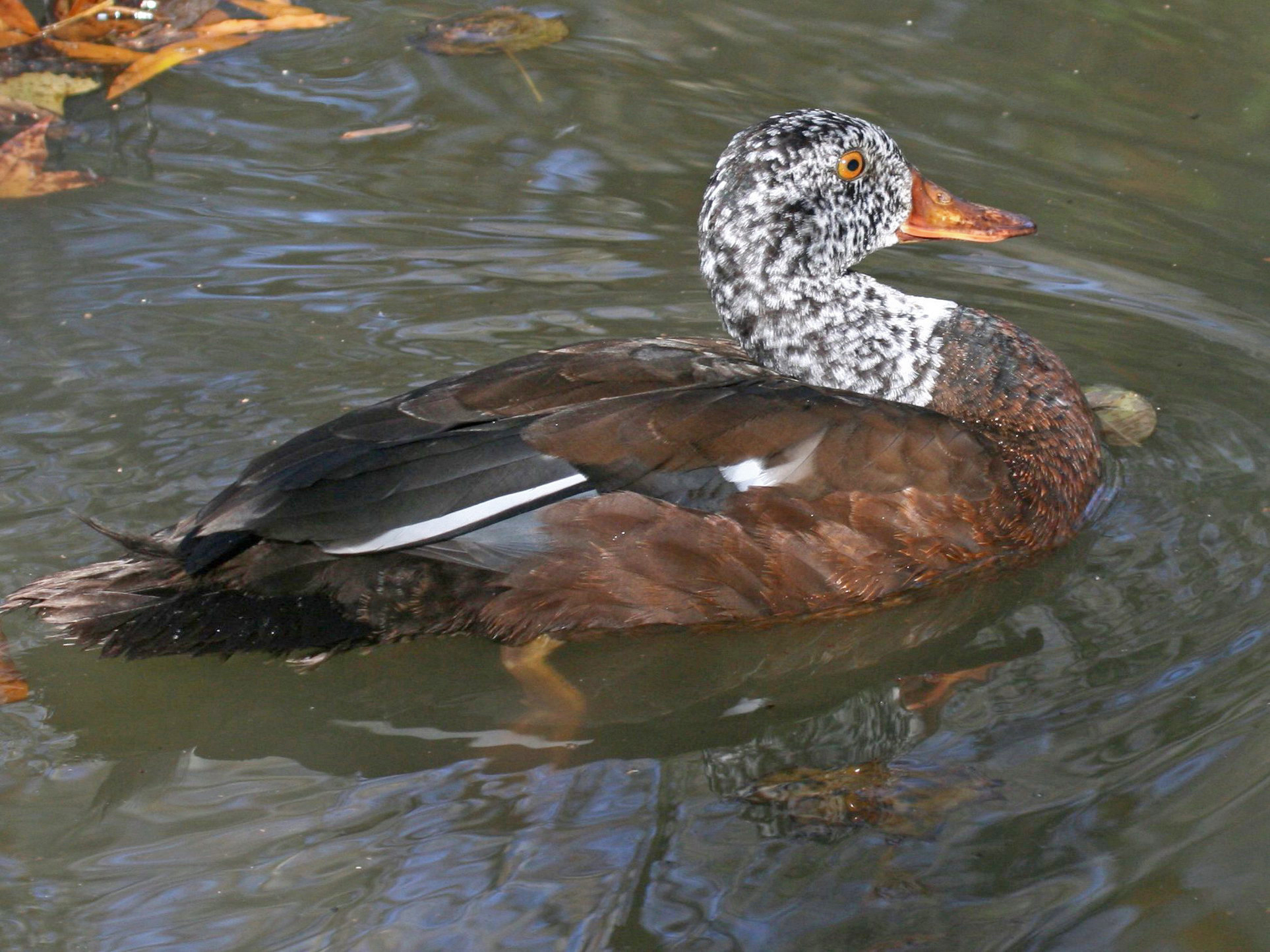
Pato da Floresta ou pato de asas brancas
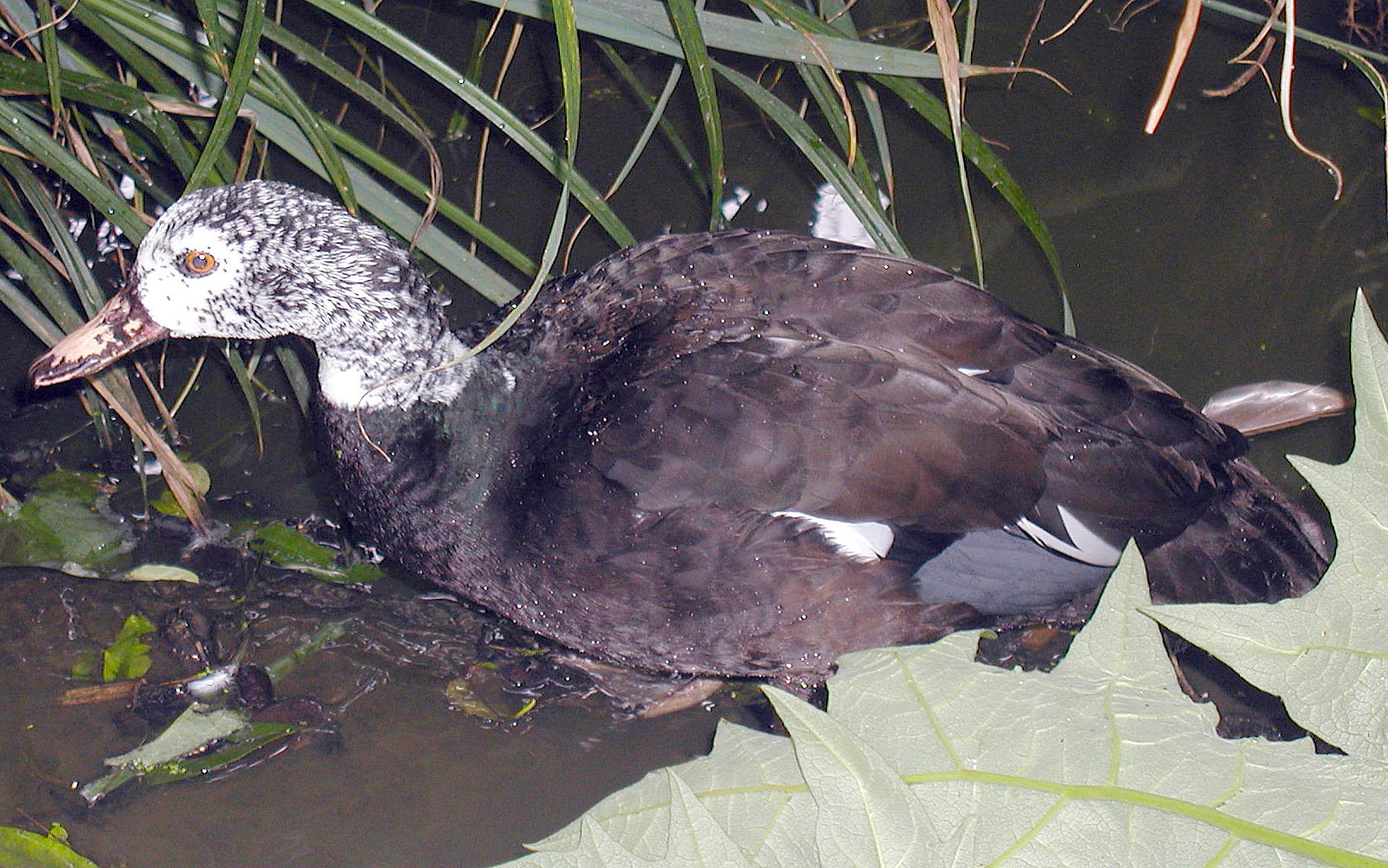
Pato de asas brancas
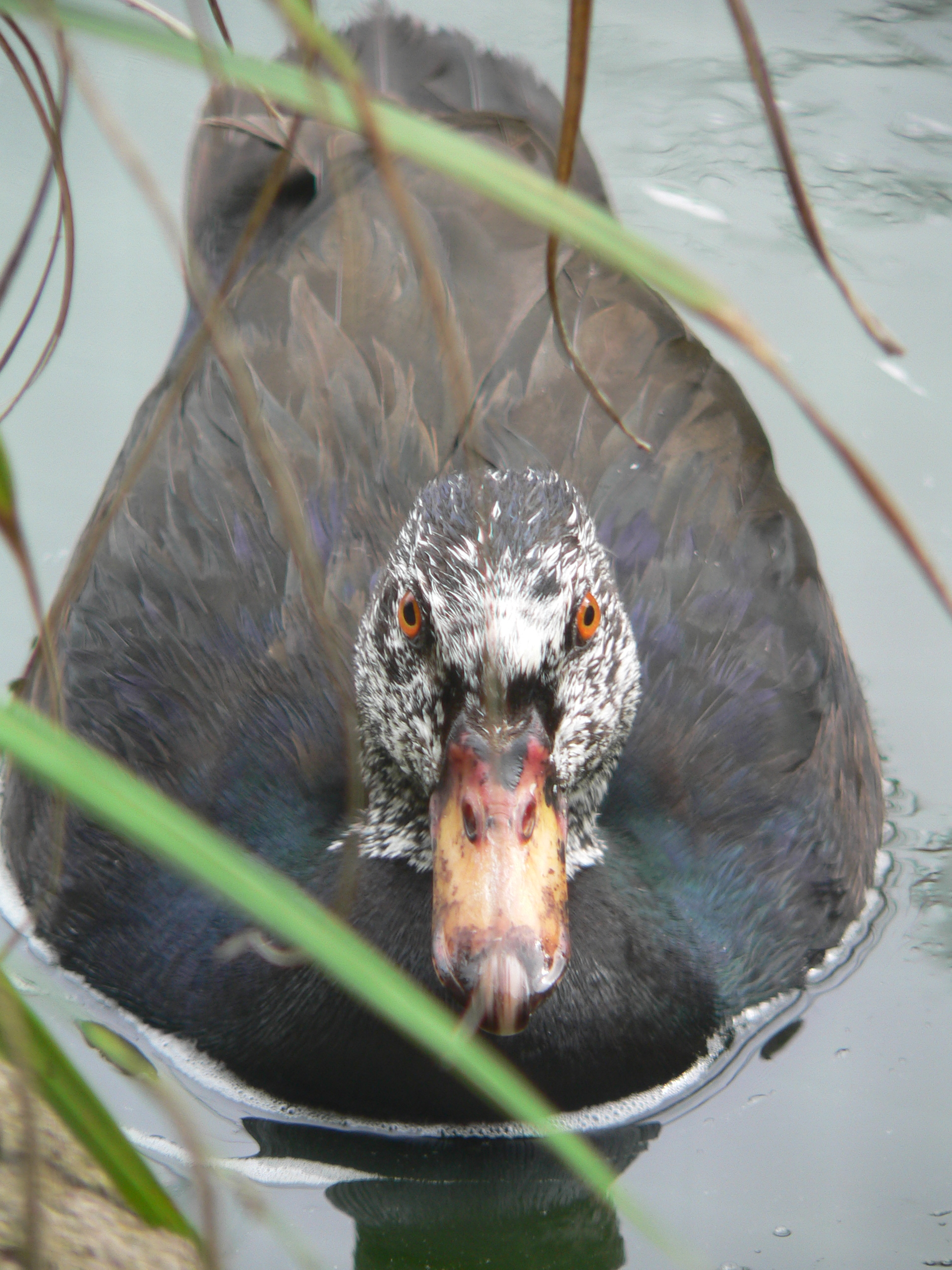
Pato de asas brancas